# Séries éliminatoires de la Coupe Stanley 1969
Année précédente Année suivante
Les séries éliminatoires de la Coupe Stanley 1969 font suite à la saison 1968-1969 de la Ligue nationale de hockey.

## Tableau
|  | Quarts de finale | Quarts de finale | Quarts de finale | Quarts de finale |             |             | Demi-finales | Demi-finales | Demi-finales | Demi-finales |  |  | Finale | Finale | Finale | Finale |
|  |                  |                  |                  |                  |             |             |              |              |              |              |  |  |        |        |        |        |
|  |                  |                  |                  |                  |             |             |              |              |              |              |  |  |        |        |        |        |
|  |                  |                  |                  |                  |             |             |              |              |              |              |  |  |        |        |        |        |
|  | Montréal         | Montréal         | 4                | 4                |             |             |              |              |              |              |  |  |        |        |        |        |
|  | Montréal         | Montréal         | 4                | 4                |             |             |              |              |              |              |  |  |        |        |        |        |
|  | New York         | New York         | 0                | 0                |             |             |              |              |              |              |  |  |        |        |        |        |
|  | New York         | New York         | 0                | 0                | Montréal    | Montréal    | 4            | 4            |              |              |  |  |        |        |        |        |
|  |                  |                  |                  |                  | Montréal    | Montréal    | 4            | 4            |              |              |  |  |        |        |        |        |
|  |                  |                  | Boston           | Boston           | 2           | 2           |              |              |              |              |  |  |        |        |        |        |
|  | Boston           | Boston           | Boston           | Boston           | 2           | 2           | 4            | 4            |              |              |  |  |        |        |        |        |
|  | Boston           | Boston           |                  |                  |             |             |              | 4            |              |              |  |  |        |        |        |        |
|  | Toronto          | Toronto          | 0                | 0                |             |             |              |              |              |              |  |  |        |        |        |        |
|  | Toronto          | Toronto          | 0                | 0                | Montréal    | Montréal    | 4            | 4            |              |              |  |  |        |        |        |        |
|  |                  |                  |                  |                  | Montréal    | Montréal    | 4            | 4            |              |              |  |  |        |        |        |        |
|  |                  |                  | Saint-Louis      | Saint-Louis      | 0           | 0           |              |              |              |              |  |  |        |        |        |        |
|  | Saint-Louis      | Saint-Louis      | Saint-Louis      | Saint-Louis      | 0           | 0           | 4            | 4            |              |              |  |  |        |        |        |        |
|  | Saint-Louis      | Saint-Louis      |                  |                  |             |             |              |              |              |              |  |  |        |        |        |        |
|  | Philadelphie     | Philadelphie     | 0                | 0                |             |             |              |              |              |              |  |  |        |        |        |        |
|  | Philadelphie     | Philadelphie     | 0                | 0                | Saint-Louis | Saint-Louis | 4            | 4            |              |              |  |  |        |        |        |        |
|  |                  |                  |                  |                  | Saint-Louis | Saint-Louis | 4            | 4            |              |              |  |  |        |        |        |        |
|  |                  |                  | Los Angeles      | Los Angeles      | 0           | 0           |              |              |              |              |  |  |        |        |        |        |
|  | Oakland          | Oakland          | Los Angeles      | Los Angeles      | 0           | 0           | 3            | 3            |              |              |  |  |        |        |        |        |
|  | Oakland          | Oakland          |                  |                  |             |             |              | 3            |              |              |  |  |        |        |        |        |
|  | Los Angeles      | Los Angeles      | 4                | 4                |             |             |              |              |              |              |  |  |        |        |        |        |
|  | Los Angeles      | Los Angeles      | 4                | 4                |             |             |              |              |              |              |  |  |        |        |        |        |
|  |                  |                  |                  |                  |             |             |              |              |              |              |  |  |        |        |        |        |

## Détails des séries

### Quarts de finale

#### Montréal contre Rangers de New York
Montréal remporte la série 4-0 face aux Rangers de New York.
| 2 avril | Canadiens de Montréal | 3-1 (1-0, 0-1, 2-0) | Rangers de New York | Forum de Montréal 16 266 spectateurs |

| Feuille de match | Feuille de match | Feuille de match | Feuille de match                            | Feuille de match |
| ---------------- | --- | ---------------- | ------------------------------------------- | ---------------- |
|                  | Lemaire (Richard, Laperrière) — 15 min 35 s Ferguson (Rousseau, Backstrom) — 53 min 18 s (SN) Richard (Tremblay) — 59 min 30 s (CV) | 1-0 1-1 2-1 3-1  | Ratelle (Nevin, Neilson) — 39 min 13 s (SN) |                  |
| Worsley          | Gardiens | Giacomin         |                                             |                  |
|                  | |                  |                                             |                  |
| 27               | Tirs | 27               |                                             |                  |

| 3 avril | Canadiens de Montréal | 5-2 (1-2, 3-0, 1-0) | Rangers de New York | Forum de Montréal 16 532 spectateurs |

| Feuille de match | Feuille de match | Feuille de match            | Feuille de match                                                      | Feuille de match |
| ---------------- | --- | --------------------------- | --------------------------------------------------------------------- | ---------------- |
|                  | Bordeleau (Lemaire, Richard) — 11 min 55 s (SN) Rousseau — 24 min 28 s Cournoyer (Béliveau) — 26 min 45 s (SN) Béliveau (Savard, Duff) — 32 min 59 s Backstrom — 59 min 32 s (SN + CV) | 0-1 1-1 1-2 2-2 3-2 4-2 5-2 | Seiling (Tkaczuk) — 1 min 51 s Hadfield (Park, Neilson) — 14 min 43 s |                  |
| Worsley          | Gardiens | Giacomin                    |                                                                       |                  |
|                  | |                             |                                                                       |                  |
| 25               | Tirs | 28                          |                                                                       |                  |

| 5 avril | Rangers de New York | 1-4 (0-3, 0-0, 1-1) | Canadiens de Montréal | Madison Square Garden 17 250 spectateurs |

| Feuille de match | Feuille de match   | Feuille de match    | Feuille de match                                                                                   | Feuille de match |
| ---------------- | ------------------ | ------------------- | -------------------------------------------------------------------------------------------------- | ---------------- |
|                  | Hadfield (Neilson) | 0-1 0-2 0-3 0-4 1-4 | Redmond (Duff) Rousseau (Tremblay) (IN) Duff (Cournoyer, Béliveau) (IN) Béliveau (Duff, Cournoyer) |                  |
| Giacomin         | Gardiens           | Worsley             | |                  |
|                  |                    |                     | |                  |
| 32               | Tirs               | 18                  | |                  |

| 6 avril | Rangers de New York | 3-4 (0-3, 2-1, 1-0) | Canadiens de Montréal | Madison Square Garden 17 250 spectateurs |

| Feuille de match | Feuille de match                                                 | Feuille de match            | Feuille de match                                                                  | Feuille de match |
| ---------------- | ---------------------------------------------------------------- | --------------------------- | --------------------------------------------------------------------------------- | ---------------- |
|                  | Balon (Nevin) Gilbert (Park, Hadfield) Marshall (Brown, Stewart) | 0-1 0-2 0-3 0-4 1-4 2-4 3-4 | Duff (Richard, Redmond) Lemaire (Rousseau, Backstrom) Richard (Redmond) Cournoyer |                  |
| Villemure        | Gardiens                                                         | Worsley, Vachon             |                                                                                   |                  |
|                  |                                                                  |                             |                                                                                   |                  |
| 27               | Tirs                                                             | 34                          |                                                                                   |                  |

#### Boston contre Toronto
Boston remporte la série 4-0 face à Toronto. Lors du premier match, les Bruins battent un record en marquant 6 buts en avantage numérique.
| 3 avril | Bruins de Boston | 10-0 (3-0, 4-0, 3-0) | Maple Leafs de Toronto | Boston Garden 14 659 spectateurs |

| Feuille de match | Feuille de match | Feuille de match                         | Feuille de match | Feuille de match |
| ---------------- | --- | ---------------------------------------- | ---------------- | ---------------- |
|                  | Esposito (Orr, Bucyk) — 1 min 19 s (SN) Bucyk (Esposito, Green) — 3 min 30 s (SN) Esposito (Hodge, Murphy) — 14 min 1 s Bucyk — 27 min 22 s Sanderson — 30 min 40 s Esposito (Green, Murphy) — 34 min 10 s (SN) Esposito (Stanfield, Hodge) — 39 min 51 s (SN) Stanfield (McKenzie, Bucyk) — 41 min 23 s (SN) Sanderson (Green) — 44 min 34 s Hodge (Esposito, Murphy) — 52 min 47 s (SN) | 1-0 2-0 3-0 4-0 5-0 6-0 7-0 8-0 9-0 10-0 |                  |                  |
| Cheevers         | Gardiens | Gamble, Bower                            |                  |                  |
|                  | |                                          |                  |                  |
| 51               | Tirs | 40                                       |                  |                  |

| 3 avril | Bruins de Boston | 7-0 (3-0, 2-0, 2-0) | Maple Leafs de Toronto | Boston Garden 14 659 spectateurs |

| Feuille de match | Feuille de match | Feuille de match            | Feuille de match | Feuille de match |
| ---------------- | --- | --------------------------- | ---------------- | ---------------- |
|                  | Bucyk (Esposito, Orr) — 13 min 12 s (SN) Bucyk (Cashman) — 17 min 33 s Green (Esposito, Hodge) — 18 min 55 s McKenzie (Green, Bucyk) — 25 min 56 s Hodge (Murphy) — 38 min 44 s Murphy — 48 min 39 s Esposito (Awrey, Hodge) — 50 min 7 s | 1-0 2-0 3-0 4-0 5-0 6-0 7-0 |                  |                  |
| Cheevers         | Gardiens | Gamble, Bower               |                  |                  |
|                  | |                             |                  |                  |
| 39               | Tirs | 22                          |                  |                  |

| 5 avril | Maple Leafs de Toronto | 3-4 (1-2, 2-1, 0-1) | Bruins de Boston | Maple Leaf Gardens 16 485 spectateurs |

| Feuille de match | Feuille de match                                                                                      | Feuille de match            | Feuille de match | Feuille de match |
| ---------------- | --- | --------------------------- | --- | ---------------- |
|                  | Ellis (Keon, Oliver) — 8 min 23 s Oliver (Keon) — 35 min 32 s Ullman (Henderson, Dorey) — 39 min 47 s | 0-1 1-1 1-2 1-3 2-3 3-3 3-4 | Westfall (Sanderson) — 4 min 18 s (IN) Green — 14 min 38 s Stanfield (Orr) — 24 min 1 s Sanderson (Orr, Westfall) — 42 min 52 s |                  |
| Gamble, Bower    | Gardiens                                                                                              | Cheevers                    | |                  |
|                  | |                             | |                  |
| 41               | Tirs                                                                                                  | 41                          | |                  |

| 6 avril | Maple Leafs de Toronto | 2-3 (1-2, 1-1, 0-0) | Bruins de Boston | Maple Leaf Gardens 16 485 spectateurs |

| Feuille de match | Feuille de match                                                          | Feuille de match    | Feuille de match                                                                                                   | Feuille de match |
| ---------------- | ------------------------------------------------------------------------- | ------------------- | --- | ---------------- |
|                  | Ellis (Keon, Oliver) — 7 min 52 s (SN) Keon (Ellis, Pilote) — 37 min 52 s | 0-1 0-2 1-2 1-3 2-3 | Sanderson (Westfall) — 1 min 31 s (IN) Esposito (Green) — 3 min 14 s (SN) Sanderson (Shack, Westfall) — 36 min 7 s |                  |
| Bower            | Gardiens                                                                  | Cheevers            | |                  |
|                  |                                                                           |                     | |                  |
| 28               | Tirs                                                                      | 30                  | |                  |

#### Saint-Louis contre Philadelphie
Saint-Louis remporte la série 4-0 face à Philadelphie.
| 2 avril | Blues de Saint-Louis | 5-2 (3-1, 0-0, 2-1) | Flyers de Philadelphie | St. Louis Arena 15 156 spectateurs |

| Feuille de match | Feuille de match | Feuille de match            | Feuille de match                                                                         | Feuille de match |
| ---------------- | --- | --------------------------- | ---------------------------------------------------------------------------------------- | ---------------- |
|                  | McDonald (Gray, Schock) — 50 s Ecclestone (Picard, Henry) — 5 min 43 s Keenan (Roberts, Sabourin) — 15 min 10 s Henry (Plager, Berenson) — 43 min 32 s Gray (Schock) — 57 min 39 s | 1-0 2-0 2-1 3-1 4-1 5-1 5-2 | Sutherland (Byers, Stanley) — 12 min 13 s (SN) Cherry (Dornhoefer, Peters) — 58 min 26 s |                  |
| Hall, Plante     | Gardiens | Parent                      |                                                                                          |                  |
|                  | |                             |                                                                                          |                  |
| 30               | Tirs | 36                          |                                                                                          |                  |

| 3 avril | Blues de Saint-Louis | 5-0 (2-0, 3-0, 0-0) | Flyers de Philadelphie | St. Louis Arena 15 621 spectateurs |

| Feuille de match | Feuille de match | Feuille de match    | Feuille de match | Feuille de match |
| ---------------- | --- | ------------------- | ---------------- | ---------------- |
|                  | McCreary (Sabourin, St. Marseille) — 41 s (SN) Sabourin (Crisp, Keenan) — 15 min 58 s Keenan — 20 min 45 s Berenson (St. Marseille, Sabourin) — 32 min 3 s (SN) Gray (Plager, McDonald) — 36 min 49 s (SN) | 1-0 2-0 3-0 4-0 5-0 |                  |                  |
| Plante           | Gardiens | Favell              |                  |                  |
|                  | |                     |                  |                  |
| 42               | Tirs | 21                  |                  |                  |

| 5 avril | Flyers de Philadelphie | 0-3 (0-1, 0-1, 0-1) | Blues de Saint-Louis | The Spectrum 14 558 spectateurs |

| Feuille de match | Feuille de match | Feuille de match | Feuille de match                                                                              | Feuille de match |
| ---------------- | ---------------- | ---------------- | --------------------------------------------------------------------------------------------- | ---------------- |
|                  |                  | 0-1 0-2 0-3      | Sabourin (Keenan) — 7 min 13 s Schock (Crisp) — 33 min 34 s Berenson (McCreary) — 52 min 12 s |                  |
| Parent           | Gardiens         | Plante           |                                                                                               |                  |
|                  |                  |                  |                                                                                               |                  |
| 27               | Tirs             | 26               |                                                                                               |                  |

| 6 avril | Flyers de Philadelphie | 1-4 (0-3, 1-1, 0-0) | Blues de Saint-Louis | The Spectrum 10 985 spectateurs |

| Feuille de match | Feuille de match                  | Feuille de match    | Feuille de match | Feuille de match |
| ---------------- | --------------------------------- | ------------------- | --- | ---------------- |
|                  | Peters (Sutherland) — 24 min 54 s | 0-1 0-2 0-3 0-4 1-4 | St. Marseille (Sabourin, McCreary) — 52 s Crisp (Keenan, Roberts) — 4 min 8 s Roberts (Talbot, Keenan) — 4 min 22 s Ecclestone (Henry, Picard) — 21 min 17 s |                  |
| Parent           | Gardiens                          | Plante              | |                  |
|                  |                                   |                     | |                  |
| 31               | Tirs                              | 38                  | |                  |

#### Oakland contre Los Angeles
Los Angeles remporte la série 4-3 face à Oakland.
| 2 avril | Seals d'Oakland | 4-5 (pr) (2-1, 1-1, 1-2, 0-1) | Kings de Los Angeles | Oakland-Alameda County Coliseum Arena 5 439 spectateurs |

| Feuille de match | Feuille de match | Feuille de match                    | Feuille de match | Feuille de match |
| ---------------- | --- | ----------------------------------- | --- | ---------------- |
|                  | Ingarfield (Odrowski) — 11 min 39 s Szura (Marshall) — 16 min 21 s Lacombe — 39 min 19 s Ubriaco (Hicke, Hampson) — 57 min 22 s | 1-0 1-1 2-1 2-2 3-2 3-3 3-4 4-4 4-5 | Croteau (Lemieux, Joyal) — 12 min 53 s (SN) Croteau (White, Lemieux) — 23 min 7 s Joyal (Hughes) — 52 min 15 s Joyal (Lemieux) — 55 min 56 s Irvine (Peters) — 60 min 19 s |                  |
| Smith            | Gardiens | Desjardins, Rutledge                | |                  |
|                  | |                                     | |                  |
| 31               | Tirs | 33                                  | |                  |

| 3 avril | Seals d'Oakland | 4-2 (1-0, 1-2, 2-0) | Kings de Los Angeles | Oakland-Alameda County Coliseum Arena |

| Feuille de match | Feuille de match | Feuille de match        | Feuille de match                                                               | Feuille de match |
| ---------------- | --- | ----------------------- | ------------------------------------------------------------------------------ | ---------------- |
|                  | Hampson (Ingarfield, Vadnais) — 1 min 49 s (SN) Hampson (Ehman, Ingarfield) — 38 min 28 s Jarrett (Laughton, Marshall) — 42 min 40 s Dillabough (Ferguson) — 59 min 47 s (CV) | 1-0 1-1 1-2 2-2 3-2 4-2 | Irvine (Flett, Cahan) — 20 min 20 s Menard (Hughes, Croteau) — 27 min 7 s (SN) |                  |
| Smith            | Gardiens | Rutledge                |                                                                                |                  |
|                  | |                         |                                                                                |                  |
|                  | |                         |                                                                                |                  |

| 5 avril | Kings de Los Angeles | 2-5 (0-0, 1-2, 1-3) | Seals d'Oakland | The Forum |

| Feuille de match     | Feuille de match                                                          | Feuille de match            | Feuille de match | Feuille de match |
| -------------------- | ------------------------------------------------------------------------- | --------------------------- | --- | ---------------- |
|                      | Lemieux (Joyal) — 30 min 21 s (SN) Inglis (MacDonald, Rolfe) — 54 min 6 s | 1-0 1-1 1-2 1-3 1-4 2-4 2-5 | Szura (Ferguson, Vadnais) — 31 min 29 s (SN) Jarrett (Perry, Laughton) — 34 min 48 s (SN) Ingarfield (Ehman, Hampson) — 40 min 13 s Laughton (Jarrett, Roberts) — 49 min 9 s (SN) Ehman (Hampson, Ingarfield) — 56 min 45 s |                  |
| Rutledge, Desjardins | Gardiens                                                                  | Smith                       | |                  |
|                      |                                                                           |                             | |                  |
| 29                   | Tirs                                                                      | 36                          | |                  |

| 6 avril | Kings de Los Angeles | 4-2 (2-1, 2-0, 0-1) | Seals d'Oakland | The Forum 6 132 spectateurs |

| Feuille de match | Feuille de match | Feuille de match        | Feuille de match                                                                             | Feuille de match |
| ---------------- | --- | ----------------------- | -------------------------------------------------------------------------------------------- | ---------------- |
|                  | White (Menard) — 10 min 28 s Menard (Flett, Wall) — 17 min 31 s Cahan (Rolfe, Wall) — 20 min 24 s Hughes (Inglis) — 34 min 6 s | 0-1 1-1 2-1 3-1 4-1 4-2 | Ingarfield (Ferguson, Hampson) — 1 min 27 s Hampson (Ingarfield, Vadnais) — 46 min 59 s (SN) |                  |
| Desjardins       | Gardiens | Smith                   |                                                                                              |                  |
|                  | |                         |                                                                                              |                  |
| 33               | Tirs | 29                      |                                                                                              |                  |

| 9 avril | Seals d'Oakland | 4-1 (1-1, 1-0, 2-0) | Kings de Los Angeles | Oakland-Alameda County Coliseum Arena 7 755 spectateurs |

| Feuille de match | Feuille de match | Feuille de match    | Feuille de match              | Feuille de match |
| ---------------- | --- | ------------------- | ----------------------------- | ---------------- |
|                  | Laughton (Hicke, Marshall) — 1 min 6 s Dillabough (Szura, Vadnais) — 25 min 42 s Dillabough (Vadnais) — 43 min 44 s Ferguson (Szura) — 56 min 43 s | 1-0 1-1 2-1 3-1 4-1 | Croteau (Rolfe) — 15 min 57 s |                  |
| Smith            | Gardiens | Desjardins          |                               |                  |
|                  | |                     |                               |                  |
| 37               | Tirs | 37                  |                               |                  |

| 10 avril | Kings de Los Angeles | 4-3 (3-3, 1-0, 0-0) | Seals d'Oakland | The Forum 7 846 spectateurs |

| Feuille de match | Feuille de match | Feuille de match            | Feuille de match                                                                                           | Feuille de match |
| ---------------- | --- | --------------------------- | --- | ---------------- |
|                  | Irvine (Rolfe) — 3 min 53 s Campbell (Flett, Irvine) — 6 min 19 s MacDonald (Peters) — 16 min 5 s Flett (Campbell, White) — 35 min 12 s | 1-0 1-1 2-1 3-1 3-2 3-3 4-3 | Laughton (Hicke) — 4 min 53 s Perry (Mattiussi) — 16 min 42 s (SN) Ubriaco (Szura, Ferguson) — 17 min 51 s |                  |
| Desjardins       | Gardiens | Smith                       | |                  |
|                  | |                             | |                  |
| 35               | Tirs | 25                          | |                  |

| 13 avril | Seals d'Oakland | 3-5 (1-2, 1-1, 1-2) | Kings de Los Angeles | Oakland-Alameda County Coliseum Arena 9 008 spectateurs |

| Feuille de match | Feuille de match | Feuille de match                | Feuille de match | Feuille de match |
| ---------------- | --- | ------------------------------- | --- | ---------------- |
|                  | Vadnais (Marshall, Ingarfield) — 4 min 9 s Ingarfield (Hampson, Marshall) — 29 min 51 s Ehman (Ingarfield) — 50 min 36 s | 0-1 1-1 1-2 2-2 2-3 2-4 3-4 3-5 | MacDonald — 2 min 13 s (SN) Irvine (Inglis, MacDonald) — 12 min 14 s Flett (Menard, White) — 34 min 54 s MacDonald — 47 min 53 s Menard (White) — 58 min 26 s |                  |
| Smith            | Gardiens | Desjardins                      | |                  |
|                  | |                                 | |                  |
| 27               | Tirs | 30                              | |                  |

### Demi-finales

#### Montréal contre Boston
Montréal remporte la série 4-2 face à Boston.
| 10 avril | Canadiens de Montréal | 3-2 (pr) (0-1, 0-1, 2-0, 1-0) | Bruins de Boston | Forum de Montréal 17 144 spectateurs |

| Feuille de match | Feuille de match | Feuille de match    | Feuille de match                                                               | Feuille de match |
| ---------------- | --- | ------------------- | ------------------------------------------------------------------------------ | ---------------- |
|                  | Ferguson (Béliveau, Savard) — 53 min 28 s (SN) Béliveau (Laperrière, Savard) — 59 min 4 s Backstrom (Savard) — 60 min 42 s | 0-1 0-2 1-2 2-2 3-2 | Sanderson (Westfall, Shack) — 13 min 24 s Sanderson (Green) — 35 min 33 s (IN) |                  |
| Worsley          | Gardiens | Cheevers            |                                                                                |                  |
|                  | |                     |                                                                                |                  |
| 35               | Tirs | 23                  |                                                                                |                  |

| 13 avril | Canadiens de Montréal | 4-3 (pr) (0-0, 2-2, 1-1, 1-0) | Bruins de Boston | Forum de Montréal 17 897 spectateurs |

| Feuille de match | Feuille de match | Feuille de match            | Feuille de match                                                                                                 | Feuille de match |
| ---------------- | --- | --------------------------- | --- | ---------------- |
|                  | Cournoyer (Béliveau, Duff) — 20 min 55 s Béliveau (Cournoyer, Duff) — 37 min 9 s Savard (Cournoyer, Harris) — 58 min 51 s Redmond (Savard, Ferguson) — 64 min 55 s (SN) | 1-0 1-1 2-1 2-2 2-3 3-3 4-3 | McKenzie (Bucyk) — 28 min 39 s (SN) Murphy (Green, Hodge) — 38 min 1 s Bucyk (McKenzie, Stanfield) — 54 min 12 s |                  |
| Worsley          | Gardiens | Johnston                    | |                  |
|                  | |                             | |                  |
| 30               | Tirs | 34                          | |                  |

| 17 avril | Bruins de Boston | 5-0 (1-0, 1-0, 3-0) | Canadiens de Montréal | Boston Garden 14 659 spectateurs |

| Feuille de match | Feuille de match | Feuille de match    | Feuille de match | Feuille de match |
| ---------------- | --- | ------------------- | ---------------- | ---------------- |
|                  | Esposito (Orr) — 3 min 37 s Westfall (Orr, Esposito) — 36 min 25 s Esposito (Murphy, Hodge) — 43 min 37 s (SN) Murphy (Hodge, Esposito) — 50 min 37 s Hodge (Esposito, Smith) — 51 min 33 s | 1-0 2-0 3-0 4-0 5-0 |                  |                  |
| Cheevers         | Gardiens | Worsley             |                  |                  |
|                  | |                     |                  |                  |
| 31               | Tirs | 34                  |                  |                  |

| 20 avril | Bruins de Boston | 3-2 (2-1, 0-0, 1-1) | Canadiens de Montréal | Boston Garden 14 659 spectateurs |

| Feuille de match | Feuille de match | Feuille de match    | Feuille de match                                                        | Feuille de match |
| ---------------- | --- | ------------------- | ----------------------------------------------------------------------- | ---------------- |
|                  | Westfall (Smith, Sanderson) — 2 min 55 s (IN) Sanderson (Westfall) — 15 min 45 s (IN) Orr (Westfall, Bucyk) — 58 min 11 s | 1-0 1-1 2-1 3-1 3-2 | Lemaire (Duff, Laperrière) — 8 min 51 s (SN) Savard (Ferguson) — 59 min |                  |
| Cheevers         | Gardiens | Vachon              |                                                                         |                  |
|                  | |                     |                                                                         |                  |
| 32               | Tirs | 28                  |                                                                         |                  |

| 22 avril | Canadiens de Montréal | 4-2 (1-0, 2-2, 1-0) | Bruins de Boston | Forum de Montréal 17 728 spectateurs |

| Feuille de match | Feuille de match                                                                                                  | Feuille de match        | Feuille de match                                                               | Feuille de match |
| ---------------- | --- | ----------------------- | ------------------------------------------------------------------------------ | ---------------- |
|                  | Laperrière (Lemaire) — 18 min 25 s (SN) Provost (Backstrom, Ferguson) — 21 min 8 s Tremblay (Harris) — 22 min 1 s | 1-0 2-0 3-0 3-1 3-2 4-2 | Hodge (Esposito, Smith) — 30 min 15 s Hodge (Esposito, Orr) — 33 min 21 s (SN) |                  |
| Vachon           | Gardiens | Cheevers                |                                                                                |                  |
|                  | |                         |                                                                                |                  |
| 25               | Tirs | 42                      |                                                                                |                  |

| 24 avril | Bruins de Boston | 1-2 (2 pr) (1-0, 0-0, 0-1, 0-0, 0-1) | Canadiens de Montréal | Boston Garden |

| Feuille de match | Feuille de match               | Feuille de match | Feuille de match                                                 | Feuille de match |
| ---------------- | ------------------------------ | ---------------- | ---------------------------------------------------------------- | ---------------- |
|                  | Murphy (Esposito) — 2 min 29 s | 1-0 1-1 1-2      | Savard (Béliveau) — 41 min 10 s Béliveau (Provost) — 91 min 28 s |                  |
| Cheevers         | Gardiens                       | Vachon           |                                                                  |                  |
|                  |                                |                  |                                                                  |                  |
| 51               | Tirs                           | 47               |                                                                  |                  |

#### Saint-Louis contre Los Angeles
Saint-Louis remporte la série 4-0 face à Los Angeles.
| 15 avril | Blues de Saint-Louis | 4-0 (1-0, 3-0, 0-0) | Kings de Los Angeles | St. Louis Arena 15 438 spectateurs |

| Feuille de match | Feuille de match | Feuille de match     | Feuille de match | Feuille de match |
| ---------------- | --- | -------------------- | ---------------- | ---------------- |
|                  | Keenan (Plager, Sabourin) — 11 min Berenson (Henry, Plager) — 21 min 56 s Berenson — 4 min 49 s (SN) Berenson (Crisp) — 30 min 24 s | 1-0 2-0 3-0 4-0      |                  |                  |
| Plante           | Gardiens | Desjardins, Rutledge |                  |                  |
|                  | |                      |                  |                  |
| 22               | Tirs | 30                   |                  |                  |

| 17 avril | Blues de Saint-Louis | 3-2 (1-0, 1-0, 1-2) | Kings de Los Angeles | St. Louis Arena 15 776 spectateurs |

| Feuille de match | Feuille de match | Feuille de match    | Feuille de match                                     | Feuille de match |
| ---------------- | --- | ------------------- | ---------------------------------------------------- | ---------------- |
|                  | Berenson (Plager, Henry) — 3 min 48 s Sabourin (Keenan, Plante) — 31 min 25 s Sabourin (Berenson, Talbot) — 54 min 21 s | 1-0 2-0 2-1 2-2 3-2 | Amadio — 42 min 22 s Campbell (Hughes) — 48 min 28 s |                  |
| Plante           | Gardiens | Rutledge            |                                                      |                  |
|                  | |                     |                                                      |                  |
| 26               | Tirs | 28                  |                                                      |                  |

| 19 avril | Kings de Los Angeles | 2-5 (1-1, 0-1, 1-3) | Blues de Saint-Louis | The Forum 12 523 spectateurs |

| Feuille de match | Feuille de match                                                          | Feuille de match            | Feuille de match | Feuille de match |
| ---------------- | ------------------------------------------------------------------------- | --------------------------- | --- | ---------------- |
|                  | Flett (Joyal, Desjardins) — 2 min 18 s (SN) Krake (Croteau) — 42 min 34 s | 1-0 1-1 1-2 2-2 2-3 2-4 2-5 | St. Marseille (Roberts) — 10 min 13 s Mc Donald (Gray, Picard) — 24 min 7 s Crisp (Plager, Roberts) — 44 min 10 s Sabourin (McCreary) — 46 min 40 s Picard — 53 min 43 s |                  |
| Desjardins       | Gardiens                                                                  | Plante                      | |                  |
|                  |                                                                           |                             | |                  |
| 28               | Tirs                                                                      | 31                          | |                  |

| 20 avril | Kings de Los Angeles | 1-4 (1-1, 0-2, 0-1) | Blues de Saint-Louis | The Forum 7 338 spectateurs |

| Feuille de match | Feuille de match                | Feuille de match    | Feuille de match | Feuille de match |
| ---------------- | ------------------------------- | ------------------- | --- | ---------------- |
|                  | Joyal (Flett) — 1 min 48 s (SN) | 1-0 1-1 1-2 1-3 1-4 | Crisp (Ecclestone) — 11 min 38 s Berenson (Henry) — 31 min 52 s Sabourin (Berenson) — 32 min 44 s (SN) Henry (Ecclestone, Plager) — 50 min 56 s |                  |
| Desjardins       | Gardiens                        | Plante              | |                  |
|                  |                                 |                     | |                  |
| 23               | Tirs                            | 22                  | |                  |

### Finale de la Coupe Stanley
Les Canadiens de Montréal battent les Blues de Saint-Louis sur le score de 4 matchs à 0 comme la saison précédente.
| 27 avril | Montréal | 3-1 (2-1, 0-0, 1-0) | Saint-Louis | 16 607 spectateurs |

| Feuille de match | Feuille de match | Feuille de match | Feuille de match                                   | Feuille de match                                    |
| ---------------- | --- | ---------------- | -------------------------------------------------- | --------------------------------------------------- |
|                  | Duff (Cournoyer, Béliveau) — 3 min 39 s (SN) Rousseau (Provost) — 4 min 17 s (IN) - Ferguson (Richard) — 59 min 46 s (CV) | 1-0 2-0 2-1 3-1  | - St. Marseille (McCreary, Picard) — 18 min 24 s - | Arbitrage : Bill Friday Neil Armstrong et Bob Myers |
| Vachon           | Gardiens | Plante           |                                                    | Arbitrage : Bill Friday Neil Armstrong et Bob Myers |
|                  | |                  |                                                    | Arbitrage : Bill Friday Neil Armstrong et Bob Myers |
| 28               | Tirs | 20               |                                                    | Arbitrage : Bill Friday Neil Armstrong et Bob Myers |

| 29 avril | Montréal | 3-1 (1-0, 2-0, 0-1) | Saint-Louis | 16 522 spectateurs |

| Feuille de match | Feuille de match                                                                | Feuille de match | Feuille de match         | Feuille de match                                 |
| ---------------- | ------------------------------------------------------------------------------- | ---------------- | ------------------------ | ------------------------------------------------ |
|                  | Backstrom (Tremblay) — 17 min 26 s Duff (Béliveau, Savard) Cournoyer (Béliveau) | 1-0 2-0 3-0 3-1  | Keenan (Roberts, Plager) | Arbitrage : Art Skov Neil Armstrong et Bob Myers |
| Vachon           | Gardiens                                                                        | Hall             |                          | Arbitrage : Art Skov Neil Armstrong et Bob Myers |
|                  |                                                                                 |                  |                          | Arbitrage : Art Skov Neil Armstrong et Bob Myers |
| 33               | Tirs                                                                            | 25               |                          | Arbitrage : Art Skov Neil Armstrong et Bob Myers |

| 1er mai | Saint-Louis | 0-4 (0-1, 0-2, 0-1) | Montréal | 16 338 spectateurs |

| Feuille de match | Feuille de match | Feuille de match | Feuille de match | Feuille de match                                        |
| ---------------- | ---------------- | ---------------- | --- | ------------------------------------------------------- |
|                  | - - -            | 0-1 0-2 0-3 0-4  | Savard (Duff) — 12 min 34 s Lemaire (Redmond) — 28 min 16 s Duff (Cournoyer, Béliveau) — 33 min 38 s Duff (Béliveau, Cournoyer) — 53 min 35 s | Arbitrage : John Ashley Claude Bechard et Matt Pavelich |
| Plante           | Gardiens         | Vachon           | | Arbitrage : John Ashley Claude Bechard et Matt Pavelich |
|                  |                  |                  | | Arbitrage : John Ashley Claude Bechard et Matt Pavelich |
| 29               | Tirs             | 35               | | Arbitrage : John Ashley Claude Bechard et Matt Pavelich |

| 4 mai | Saint-Louis | 1-2 (0-0, 1-0, 0-2) | Montréal | 16 126 spectateurs |

| Feuille de match | Feuille de match                            | Feuille de match | Feuille de match                                                          | Feuille de match                                        |
| ---------------- | ------------------------------------------- | ---------------- | ------------------------------------------------------------------------- | ------------------------------------------------------- |
|                  | Gray (St. Marseille, Crisp) — 30 min 50 s - | 1-0 1-1 1-2      | - Harris (Duff, Tremblay) — 40 min 43 s Ferguson (Backstrom) — 43 min 3 s | Arbitrage : Vern Buffey Claude Bechard et Matt Pavelich |
| Hall             | Gardiens                                    | Vachon           |                                                                           | Arbitrage : Vern Buffey Claude Bechard et Matt Pavelich |
|                  |                                             |                  |                                                                           | Arbitrage : Vern Buffey Claude Bechard et Matt Pavelich |
| 33               | Tirs                                        | 31               |                                                                           | Arbitrage : Vern Buffey Claude Bechard et Matt Pavelich |

## Effectif champion
La liste ci-dessous présente l'ensemble des personnalités ayant le droit de faire partie de l'effectif officiel champion de la Coupe Stanley. 
- Gardiens de but : Tony Esposito, Rogatien Vachon et Gump Worsley ;
- Défenseurs : Terry Harper, Ted Harris, Larry Hillman, Jacques Laperrière, Serge Savard et Jean-Claude Tremblay ;
- Ailiers : Yvan Cournoyer, Dick Duff, John Ferguson, Claude Provost, Mickey Redmond, Bobby Rousseau et Gilles Tremblay (hockey sur glace) ;
- Centres : Ralph Backstrom, Jean Béliveau (C), Christian Bordeleau, Jacques Lemaire (hockey sur glace) et Henri Richard.